# Sphaerostilbella novae-zelandiae
Sphaerostilbella novae-zelandiae är en svampart som beskrevs av Seifert, Samuels & W. Gams 1985. Sphaerostilbella novae-zelandiae ingår i släktet Sphaerostilbella och familjen Hypocreaceae.   Inga underarter finns listade i Catalogue of Life.